# Andrônico V Paleólogo
Andrônico V Paleólogo (português brasileiro) ou Andrónico V Paleólogo (português europeu) (Ανδρόνικος  Ε' Παλαιολόγος) (c. 1400 – ca. 1407) foi co-imperador bizantino com seu pai, João VII Paleólogo.

## História
Andrônico foi o único filho do imperador João VII Paleólogo e Irene Gattilusio, filha de Francisco II Gattilusio, o senhor de Lesbos. Quando ele nasceu, João VII era regente do Império Bizantino em nome de seu tio, Manuel II Paleólogo. Em algum momento, provavelmente depois que seu pai se assentou em Tessalônica, Andrônico foi proclamado co-imperador, provavelmente por volta de 1403-1404. Porém, ele morreu antes do pai, provavelmente por volta de 1407.
O status imperial tanto de João VII quanto de Andrônico V eram puramente honorários e eles não eram co-imperadores de facto (embora João VII tenha reinado como imperador em 1390 e como regente em Constantinopla entre 1399 e 1403).